# TV Spartacus
TV Spartacus var ett svenskt TV-produktionsbolag specialiserat på dramaföljetonger.
Företaget grundades november 1995 av Peter Emanuel Falck, Christian Wikander och Svensk Filmindustri. Falck och Wikander hade under andra halvan av 1980-talet och första halvan av 1990-talet varit inblandade i flera svenska följetongsserier (såpoperor), inklusive Varuhuset, Storstad och Rederiet. Svensk Filmindustri hade under 1993 byggt en studio för att producera TV-drama och hade tillsammans med Falck och Wikander skapat serien Tre Kronor som visats i TV4.
TV Spartacus tog över produktionen av Tre Kronor. Företaget gick också in på den norska marknaden där Sju systrar började sändas 1996. Serien var en samproduktion med Rubicon TV, som ingick i Schibsted-ägda Metronome. Dessutom producerades filmen Reine & Mimmi i fjällen! som var en spin-off från Tre Kronor.
I början av 1998 vann TV Spartacus och Metronome ett stort kontrakt för att publicera en såpa för norska TV2. Beställningen omfattade 900 episoder över fem år och var värd runt 320-350 miljoner norska kronor. För ändamålet bildades det samägda företaget Metronome Spartacus. Serien hade inledningsvis arbetsnamnet Intrige men började sändas i oktober 1998 som Hotel Cæsar. Serien blev mycket framgångsrik och sänds fortfarande. En mindre framgångsrik svensk version av Hotel Cæsar, Hotel Seger, sändes 2000-2001.
År 2001 köptes TV Spartacus upp helt av Metronome Film & Television. Mellan 2002 och 2004 sändes komediserien Far og sønn (samproducerad med Rubicon TV).

## Källhänvisningar
1. ↑  ”SF får jättestudio”. Dagens Nyheter. 20 januari 1994. http://www.dn.se/arkiv/kultur/sf-far-jaattestudio/.
2. ↑  ”SCHIBSTED COMPANY OBTAINS MAJOR CONTRACT WITH TV 2 TOGETHER WITH SWEDISH PARTNER”. Schibsted. 13 februari 1998. Arkiverad från originalet den 27 augusti 2016. https://web.archive.org/web/20160827231459/http://www.schibsted.com/en/ir/Regulatory--and-pressreleases/Regulatory-and-Press-Releases-Archive1/1998/SCHIBSTED-COMPANY-OBTAINS-MAJOR-CONTRACT-WITH-TV-2-TOGETHER-WITH-SWEDISH-PARTNER/. Läst 27 augusti 2016.
3. ↑  ”Ny såpe på TV 2”. VG. 14 februari 1998. http://www.vg.no/nyheter/innenriks/ny-saape-paa-tv-2/a/3596/.